# Райфельтсхаммер, Томас
То́мас Райфельтсха́ммер (нем. Thomas Reifeltshammer; 3 июля 1988, Рид-им-Иннкрайс, Австрия) — австрийский футболист, защитник.

## Клубная карьера
Воспитанник футбольного клуба «Рид». Впервые сыграл в бундеслиге 27 ноября 2009 года в матче против «Маттерсбурга». 22 мая 2011 года в матче предпоследнего тура чемпионата против «Ред Булла» Райфельтсхаммер ударом головой забил первый гол в своей профессиональной карьере. В последнем туре первенства защитнику вновь удалось поразить ворота соперника, на этот раз — «Капфенберга».
В сезоне 2011/12 Томас Райфельтсхаммер дебютировал в Лиге Европы. В турнире защитник провёл все 4 матча своей команды.

## Достижения
- Обладатель Кубка Австрии (1): 2010/11
- Финалист Кубка Австрии (1): 2011/12

## Статистика
| Клуб             | Сезон            | Чемпионат        | Чемпионат | Чемпионат | Кубки | Кубки | Еврокубки | Еврокубки | Всего | Всего |
| Клуб             | Сезон            | Лига             | Игры      | Голы      | Игры  | Голы  | Игры      | Голы      | Игры  | Голы  |
| ---------------- | ---------------- | ---------------- | --------- | --------- | ----- | ----- | --------- | --------- | ----- | ----- |
| Рид              | 2009/10          | Бундеслига       | 5         | 0         | 1     | 0     | 0         | 0         | 6     | 0     |
| Рид              | 2010/11          | Бундеслига       | 12        | 2         | 1     | 0     | 0         | 0         | 13    | 2     |
| Рид              | 2011/12          | Бундеслига       | 35        | 3         | 6     | 1     | 4         | 0         | 45    | 4     |
| Рид              | 2012/13          | Бундеслига       | 34        | 2         | 5     | 1     | 4         | 0         | 43    | 3     |
| Всего за карьеру | Всего за карьеру | Всего за карьеру | 86        | 7         | 13    | 2     | 8         | 0         | 107   | 9     |